# قانون الراية الحمراء
قانون الراية الحمراء هو قانون سنه البرلمان البريطاني عام 1865, وظل معمولاً به حتى عام 1896، وقد فرض هذا القانون علي العربات الآلية ( السيارات والقطارات) ألا تتجاوز سرعتها ميلين في الساعة. ومن الطريف مايذكر أنه فرض عليها أيضاً أن يتقدمها رجل يسير أمامها ويلوح براية حمراء في يده، وذلك بقصد تحذير الناس من العربة الآلية (الشيطانية) القادمة من خلفه، وبقصد حمل تلك العربة علي ألا تتجاوز سرعة الرجل الذي يسير أمامها.